# Доктор Ху (20. сезона)
Двадесета сезона британске научнофантастичне телевизијске серије Доктор Ху је почела 3. јануара 1983. епизодом Лук бесконачности (1. део), а завршила се 16. марта 1983. епизодом Краљеве утваре (2. део). Џон Нејтан-Тарнер је продуцирао ову сезону, а уредник сценарија био је Ерик Соард.

## Улоге

### Главне
- Питер Дејвисон као Пети Доктор
- Сара Сатон као Ниса (епизоде 1−16)
- Џенет Филдинг као Теган Јованка (епизоде 2−22)
- Марк Стриксон као Вислор Турло (епизоде 13−22)

Питер Дејвисон наставља као Доктор, у пратњи Теган Јованке (Џенет Филдинг). Ниса (Сара Сатон) одлази пред крај сезоне у серијалу Терминус, а Марк Стриксон долази као нови пратилац Вислор Турло у серијалу Модрин бесмртни. У претпоследњем серијалу сезоне, андроид који мења облик Камелион (глас му је дао Џералд Флуд) је позван на ТАРДИС пошто га је Доктор ослободио од Господара. Камелион прихвата, иако је сам лик био поново виђен само у претпоследњем серијалу 21. сезоне Планета ватре.
Колин Бејкер, који је касније добио улогу Шестог Доктора, први пут се појавио у серији као командант Максил у првом серијалу ове сезоне Лук бесконачности чиме је постао први глумац који се појавио у програму пре него што је преузео улогу Доктора.

### Епизодне
- Николас Кортни као Бригадир Летбриџ-Стјуарт (епизоде 9−12)
- Марк Стриксон као Вислор Турло (епизоде 9−12)
- Ентони Ејнли као Господар (епизоде 21−22)

Досадашњи сапутник бригадир Летбриџ-Стјуарт (Николас Кортни) појавио се у серијалу Модрин бесмртни.
Ентони Ејнли се вратио као Господар у Краљевим утварама.

## Зликовци који се враћају
Зликовци који се враћају у сезони су Омега (Лук бесконачности), Црни чувар (Модрине бесмртни, Терминус и Просветљење) и Мара (Змијски плес). Господар је главни негативац у серијалу Краљеве утваре.

## Епизоде
У знак сећања на двадесету сезону, приче у овој сезони укључују повратак ликова или негативаца виђених у претходним сезонама. Ова сезона се емитовала два пута недељно уторком и средом увече на ББЦ1. У сезони се налази трилогија Црног чувара која се састоји од серијала Модрин бесмртни, Терминус и Просветљење и током ње долази Турло, одлази Ниса и појављује се бригадир Летбриџ-Стјуарт. Све у свему, ови серијали чине груби еп од дванаест делова.
| Бр. еп. (укупно) | Бр. еп. (у сезони) | Наслов                       | Редитељ      | Сценариста      | Премијера         | Гледаност у Британији (милиони) |
| --- | ------------------ | ---------------------------- | ------------ | --------------- | ----------------- | ------------------------------- |
| 580 | 1                  | "Лук бесконачности (1. део)" | Рон Џоунс    | Џони Бајерн     | 3. јануар 1983.   | 7.20                            |
| На Галифреју неко у високом савету врши издајнички чин - преноси Докторов био-екстракт из матрице простора/времена на биће против материје. На Земљи, два енглеска момка проводе своју последњу ноћ у Амстердаму спавајући у крипти где их напада ванземаљско створење под контролом истог анти-материјаног бића. |                    |                              |              |                 |                   |                                 |
| 581 | 2                  | "Лук бесконачности (2. део)" | Рон Џоунс    | Џони Бајерн     | 5. јануар 1983.   | 7.30                            |
| Високи савет осуђује Доктора на смрт на Галифреју јер Ниса ради са Дејмоном на проналажењу доказа да је неко од њих украо његов извод из биолошких података. У међувремену, Теган стиже у Холандију да тражи свог несталог рођака. |                    |                              |              |                 |                   |                                 |
| 582 | 3                  | "Лук бесконачности (3. део)" | Рон Џоунс    | Џони Бајерн     | 11. јануар 1983.  | 6.90                            |
| Чинило се да нешто није у реду са Докторовим погубљењем тако да је Кастелан натерао команданта Максила да то дискретно, али потпуно погледа. У међувремену, док Доктор упознаје биће антиматерије унутар матрице Господара времена, Теган и пријатељ њеног рођака наилазе на ванземаљца налик птици на Земљи. |                    |                              |              |                 |                   |                                 |
| 583 | 4                  | "Лук бесконачности (4. део)" | Рон Џоунс    | Џони Бајерн     | 12. јануар 1983.  | 7.20                            |
| Високи савет ствара дистракцију тако да Доктор и Ниса могу пронаћи Омегу на Земљи и спречити његов поновни улазак у наш универзум. |                    |                              |              |                 |                   |                                 |
| 584 | 5                  | "Змијски плес (1. део)"      | Фиона Каминг | Кристофер Бејли | 18. јануар 1983.  | 6.70                            |
| ТАРДИС слеће на Манусу где Теган поново запоседа Мара која планира да продре у физички свет. |                    |                              |              |                 |                   |                                 |
| 585 | 6                  | "Змијски плес (2. део)"      | Фиона Каминг | Кристофер Бејли | 19. јануар 1983.  | 7.70                            |
| Доктор разговара са Амбрил и Челом да покушају да зауставе прославу 500. годишњице. Опседнута Теган се налази у Дагдејловој дворани огледала где призива Лона. Доктор и Ниса се враћају у пећине. |                    |                              |              |                 |                   |                                 |
| 586 | 7                  | "Змијски плес (3. део)"      | Фиона Каминг | Кристофер Бејли | 25. јануар 1983.  | 6.60                            |
| Опседнути Теган и Лон покушавају да пронађу где се налази Велики кристал. Доктор се налази у затвору, а само Ниса покушава да га извуче. Чела прича Доктору приче о Дојену. |                    |                              |              |                 |                   |                                 |
| 587 | 8                  | "Змијски плес (4. део)"      | Фиона Каминг | Кристофер Бејли | 26. јануар 1983.  | 7.40                            |
| Бежећи из затвора и спашен од погубљења од стране Танхе, Доктор бежи да пронађе Дојена. Хоће ли коначно успети да победи Мару? |                    |                              |              |                 |                   |                                 |
| 588 | 9                  | "Модрин бесмртни (1. део)"   | Питер Мофат  | Питер Гримвејд  | 1. фебруар 1983.  | 6.50                            |
| Пошто је ТАРДИС заробљен на курсу судара са чудним свемирским бродом који кружи у орбити, закључаним у времену као и у простору, Црни чувар регрутује лажног и злочестог британског студента да убије Доктора. |                    |                              |              |                 |                   |                                 |
| 589 | 10                 | "Модрин бесмртни (2. део)"   | Питер Мофат  | Питер Гримвејд  | 2. фебруар 1983.  | 7.50                            |
| Године 1983. Доктор се поново уједињује са својим старим пријатељем бригадиром Летбриџ-Стјуартом, само што се бригадир бори да се сети својих пустоловина са Доктором. У међувремену, Теган такође упознаје бригадира из 1977. |                    |                              |              |                 |                   |                                 |
| 590 | 11                 | "Модрин бесмртни (3. део)"   | Питер Мофат  | Питер Гримвејд  | 8. фебруар 1983.  | 7.40                            |
| Док Ниса, Теган и бригадир из 1977. расправљају да ли је Модрин заиста Доктор у новом телу, Доктор и бригадир из 1983. истражују свемирски брод док Црни чувар користи Турла да пробуди остатак Модриновог народа. |                    |                              |              |                 |                   |                                 |
| 591 | 12                 | "Модрин бесмртни (4. део)"   | Питер Мофат  | Питер Гримвејд  | 9. фебруар 1983.  | 7.70                            |
| Модрин поставља Доктору ултиматум; одустати од својих преосталих регенерација или напустити брод и сносити последице. У међувремену, Турлова глупост доводи два бригадира у опасност да се сретну, наљутивши Црног чувара. |                    |                              |              |                 |                   |                                 |
| 592 | 13                 | "Терминус (1. део)"          | Мери Риџ     | Стивен Галагер  | 15. фебруар 1983. | 6.80                            |
| Уз вођство Црног чувара, Турло почиње да минира ТАРДИС што га доводи до тога да се закачи за наизглед празан путнички брод где Доктор и Ниса сусрећу два свемирска гусара и налазе се како се укрцавају на свемирску станицу Терминус. |                    |                              |              |                 |                   |                                 |
| 593 | 14                 | "Терминус (2. део)"          | Мери Риџ     | Стивен Галагер  | 16. фебруар 1983. | 7.50                            |
| Докторова дружина остаје подељена и раштркана док огроман транспорт пристаје на свемирску станицу Терминус за коју се испоставило да је колонија губаваца у тачном центру познатог универзума. Док се сналазе и истражују, Ниса показује знаке заразе. |                    |                              |              |                 |                   |                                 |
| 594 | 15                 | "Терминус (3. део)"          | Мери Риџ     | Стивен Галагер  | 22. фебруар 1983. | 6.50                            |
| Пошто Докторова партија не представља ни лазаре ни контролоре, претпоставља се да су они истражитељи што је довољно да подстакне незадовољног Валгарда да оспори Еирака око вођства руководилаца. У међувремену, док огромни, псећи Гарм одводи престрављену Нису на „лечење“, Бор се враћа из забрањене области са занимљивим вестима о броду. |                    |                              |              |                 |                   |                                 |
| 595 | 16                 | "Терминус (4. део)"          | Мери Риџ     | Стивен Галагер  | 23. фебруар 1983. | 7.40                            |
| У покушају да поново отвори врата у ТАРДИС-у, Турло окида Терминусову аутоматизовану секвенцу испуштања горива. Први пут када је ова секвенца била ангажована, бацила је своје прво од две огромне количине нестабилног горива у далеку прошлост производећи Велики прасак који је створио универзум. Ова друга секвенца - ако Доктор не може да пронађе начин да је искључи - ослободиће друго огромно оптерећење чији ће прасак у потпуности поништити дејства прве. |                    |                              |              |                 |                   |                                 |
| 596 | 17                 | "Просветљење (1. део)"       | Фиона Каминг | Барбара Клег    | 1. март 1983.     | 6.60                            |
| Доктор је у трци са видовитим Вечитим за награду. Међутим, када се Црни Чувар појавио, Доктор је изненада у трци за живот! |                    |                              |              |                 |                   |                                 |
| 597 | 18                 | "Просветљење (2. део)"       | Фиона Каминг | Барбара Клег    | 2. март 1983.     | 7.20                            |
| Капетан Страјкер и његови официри откривају да су Вечни, створења која читају мисли и која живе ван времена и која захтевају Ефемере (људе и друге „становнике времена“) да их ослободе њихове празнине. Они се утркују против других Вечних за главну награду Просветљења којом ће испунити своје најдубље жеље. То не може бити добро за универзум, али како Доктор може да прави стратегију против бића која су вешта да читају сваку његову мисао?                 |                    |                              |              |                 |                   |                                 |
| 598 | 19                 | "Просветљење (3. део)"       | Фиона Каминг | Барбара Клег    | 8. март 1983.     | 6.20                            |
| Прескачући преко палубе да побегне од Црног чувара, Турлоу слеће на Буканир, гусарски брод којим управља немилосрдни капетан Врак који позива своје противнике Вечне на свој брод да их елиминише из трке. |                    |                              |              |                 |                   |                                 |
| 599 | 20                 | "Просветљење (4. део)"       | Фиона Каминг | Барбара Клег    | 9. март 1983.     | 7.30                            |
| Како се трка ближи крају и победа Црног чувара се чини готово извесном, његов колега Бели чувар нуди Турлу један коначни избор. |                    |                              |              |                 |                   |                                 |
| 600 | 21                 | "Краљеве утваре (1. део)"    | Тони Вирго   | Теренс Дадли    | 15. март 1983.    | 5.80                            |
| Доктор, Теган и Турло стижу у енглески замак 1215. године где краљ Џон дочекује трио као утваре. Приметивши краљево чудно понашање, Доктор сумња да је он заправо варалица. |                    |                              |              |                 |                   |                                 |
| 601 | 22                 | "Краљеве утваре (2. део)"    | Тони Вирго   | Теренс Дадли    | 16. март 1983.    | 7.20                            |
| Пошто је Господар откривен, остају два питања: ко опонаша краља Џона и зашто? |                    |                              |              |                 |                   |                                 |

## Емитовање
Цела сезона емитована је од 3. јануара до 16. марта 1983. године. Емитовање је померено на уторак и среду, осим за прву епизоду Лук бесконачности (1. део).